# Still Feel Gone
Still Feel Gone – drugi album studyjny zespołu Uncle Tupelo wykonującego country alternatywne wydany w 1991 za pośrednictwem Rockville Records. Album został wydany ponownie przez Sony Music. 

## Spis utworów
1. "Gun" – 3:40
2. "Looking for a Way Out" – 3:40
3. "Fall Down Easy" – 3:08
4. "Nothing" – 2:16
5. "Still Be Around" – 2:44
6. "Watch Me Fall" – 2:12
7. "Punch Drunk" – 2:43
8. "Postcard" – 3:38
9. "D. Boon" – 2:32
10. "True to Life" – 2:22
11. "Cold Shoulder" – 3:15
12. "Discarded" – 2:42
13. "If That's Alright" – 3:12

### bonusowe utwory wydane na edycji z 2003
1. Sauget Wind (Farrar) – 3:31
2. "I Wanna Destroy You" (Hitchcock) – 2:30
3. "Watch Me Fall (Demo Version)" – 2:08
4. "Looking for a Way Out (Demo - Fast Version)" – 2:03
5. "If That's Alright (Demo - Fast Acoustic Version)" – 3:03

- Utwory 16-18 nie były wydane wcześniej.